# Dionisio Emanuel Villalba Rojano
Dionisio Emanuel Villalba Rojano, noto come Dioni (Malaga, 21 dicembre 1989), è un calciatore spagnolo, attaccante dell'Eldense.